# هنري بي. بيرس
هنري بي. بيرس (بالإنجليزية: Henry B. Pierce)‏ هو سياسي أمريكي، ولد في 6 أغسطس 1841 في دوكسبوري في الولايات المتحدة، وتوفي في 1898 في أبينغتون في الولايات المتحدة. حزبياً، نشط في الحزب الجمهوري.